# NHK下仁田上小坂中継局
NHK下仁田上小坂中継局（エヌエイチケイしもにたかみこさかちゅうけいきょく）は、群馬県甘楽郡下仁田町にあるテレビ中継局。

## 中継局

### アナログ放送
| 放送局名          | チャンネル | 空中線電力        | ERP                 | 放送対象地域 | 放送区域内世帯数 |
| NHK東京総合テレビ | 44ch       | 映像3W /音声750mW | 映像14.5W /音声3.7W | 関東広域圏   | 約-世帯          |
| NHK東京教育テレビ | 46ch       | 映像3W /音声750mW | 映像14.5W /音声3.7W | 全国放送     | 約-世帯          |

### デジタル放送
- 非該当である。

## 置局住所
- 甘楽郡下仁田町上小坂（観音山）